# Klenove, Nosivka
Klenove (în ucraineană Кленове) este un sat în comuna Hannivka din raionul Nosivka, regiunea Cernihiv, Ucraina.

## Demografie
Componența lingvistică a localității Klenove
     Ucraineană (97,87%)
     Bulgară (2,13%)
Conform recensământului din 2001, majoritatea populației localității Klenove era vorbitoare de ucraineană (97,87%), existând în minoritate și vorbitori de bulgară (2,13%).